# Thomas de Savoie-Gênes
Thomas de Savoie-Gênes (en italien Tommaso Alberto Vittorio di Savoia-Genova), né le 6 février 1854 à Turin, où il est mort le 15 avril 1931, est un membre de la maison de Savoie, appartenant à la branche de Savoie-Gênes, et un amiral italien.

## Biographie

### Formation et voyages
Thomas de Savoie-Gênes, né au Palazzo Chiablese à Turin le 6 février 1854, est le fils unique de Ferdinand de Savoie duc de Gênes et d'Élisabeth de Saxe. Il est le frère cadet de Marguerite de Savoie, la future reine d'Italie. Orphelin de père à l'âge de seulement un an et devenu dès lors duc de Gênes, il est placé sous la tutelle de son oncle Victor-Emmanuel II, qui a veillé à son éducation en l'envoyant dans trois écoles navales successives : à Brighton, à Harrow School à Londres et à Gênes.

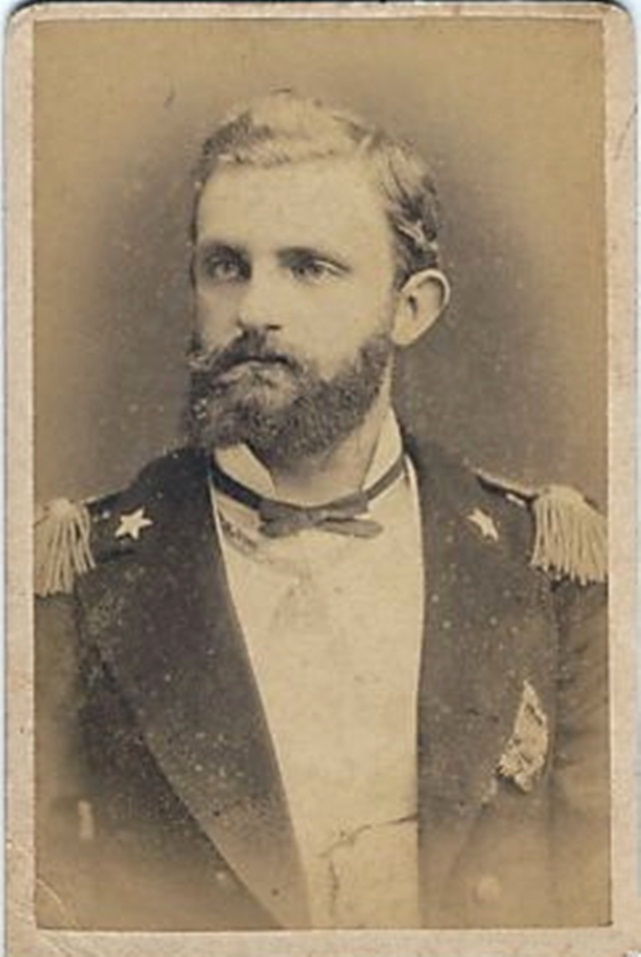
Thomas de Savoie

Amateur de vie sportive, il effectue, en 1873, en qualité d'aspirant, une première visite au Japon. Il entre dans la Marina Militare avec le grade de capitaine de frégate, puis il est promu capitaine au cours de la traversée. En 1879, durant trente mois, il effectue le tour du monde aux commandes de la corvette Vettor Pisani, un navire de guerre italien. De retour au Japon, il sympathise avec l'empereur Meiji et, de concert avec Raffaele Ulisse Barbolani, le ministre plénipotentiaire à Tokyo, il œuvre avec succès à l'amélioration des relations italo-japonaises.
Devenu amiral en 1901, il commande l'équipe qui se rend à Toulon pour confirmer le rapprochement de son pays avec la France et l'absence de toute hostilité de la République française à la Triplice.

### Famille
Le 15 avril 1883 , il épouse au château de Nymphembourg à Munich, Élisabeth de Bavière (1863-1924), une petite-fille du défunt roi Louis Ier de Bavière. Six enfants sont nés de leur union :
- Ferdinand de Savoie-Gênes (1884-1963), marié en 1938 à Maria Luisa Alliaga Gandolfi de Ricaldone, sans enfants.
- Philibert de Savoie-Gênes (1895-1990), marié en 1928 à Lydia d'Arenberg, sans enfants.
- Marie Bonne de Savoie-Gênes (1896-1971), mariée en 1921 à Conrad de Bavière, dont deux enfants.
- Adalbert de Savoie-Gênes (1898-1982), célibataire et sans enfants.
- Marie-Adélaïde de Savoie-Gênes (1904-1979), mariée en 1935 au prince Leone Massimo di Arsoli, dont six enfants.
- Eugène de Savoie-Gênes (1906-1996), marié en 1938 à Lucia de Bourbon-Siciles, dont une fille.

Thomas est également le père de Lucia de Savoie-Gênes, (1884-1964), princesse de Savoie, fille naturelle de Laura Di Gaeta, baronne di Sant'Angelo Limosano, légitimée par son parrain le roi Umberto Ier, mariée avec le comte Luis Mucciacciaro, dont une descendance est issue.

### Lieutenant-général du Royaume
En 1915, lors de l'entrée de l'Italie dans la Première Guerre mondiale, Victor-Emmanuel III nomme, par décret royal, Thomas comme lieutenant-général du royaume le 25 mai 1915. La charge, cependant, était presque exclusivement honorifique et il n'a pas participé à l'exercice réel du pouvoir. Toutefois, au cours de cette période, les arrêtés royaux ont été appelés décrets luogotenenziali et portaient, au lieu de la signature du roi, celle du prince Thomas. Il a été chargé de suivre les dégâts provoqués dans le centre de l'Italie par le Séisme de 1915 de la Marsica du 13 janvier 1915. Thomas de Savoie est demeuré lieutenant-général du royaume jusqu'au 6 juillet 1919, tandis que le roi préférait, en sa qualité de commandant en chef de l'armée, demeurer en permanence sur le front des opérations.

### Dernières années
Thomas de Savoie-Gênes est un bibliophile, ainsi qu'un collectionneur de peintures et de dessins.
Thomas est mort à Turin le 15 avril 1931. Il est inhumé dans la crypte royale de la basilique de Superga. Son fils aîné Ferdinand lui succède comme troisième duc de Gênes.

## Honneurs
Thomas de Savoie-Gênes a reçu les ordres suivants :
- Ordres nationaux :

- Chevalier de l'ordre suprême de la Très Sainte Annonciade (2 juin 1872) ;
- Chevalier l'ordre des Saints-Maurice-et-Lazare (2 juin 1872) ;
- Chevalier de l'ordre de la Couronne d'Italie (2 juin 1872) ;
- Ordres étrangers :

- Grand-croix de l'ordre de Saint-Étienne (Autriche-Hongrie) (1875) ;
- Chevalier de l'ordre de Saint-Hubert (Bavière, 1883) ;
- Grand-croix de l'ordre royal et distingué de Charles III d'Espagne (5 septembre 1887, avec collier 15 mai 1902).
- 1076e Chevalier de l'ordre de la Toison d'or (Espagne, 6 février 1888).
- Grand-cordon de l'ordre du Chrysanthème du Japon (8 décembre 1879).
- Chevalier grand-croix de l'ordre royal de Victoria (30 avril 1903) ;
- Chevalier de l'ordre de Saint-André (Russie) ;
- Chevalier de l'ordre de Saint-Alexandre Nevski (Russie) ;
- Chevalier de l'ordre de l'Aigle blanc (Russie) ;
- Chevalier 1re classe de l'ordre de Sainte-Anne (Russie) ;
- Chevalier 1re classe de l'ordre de Saint-Stanislas (Russie) ;
- Grand-croix de l'ordre de la Couronne de Rue (Saxe) (1871) ;
- Chevalier de l’ordre de l'ordre de la Dynastie Chakri (Siam) (14 mai 1897).